# Barabar-Höhlen
Die Barabar-Höhlen im Distrikt Jehanabad im nordindischen Bundesstaat Bihar sind ein Ensemble mehrerer unterirdischer Räume, die von Menschenhand in Granitfelsen getrieben wurden. Sie gehören zu den ältesten von Menschen gefertigten Höhlen Indiens und zeichnen sich unter anderem durch ihre äußerst glatt und eben polierten Wände aus. Da die vier Höhlen insgesamt sieben Räume haben, werden sie auch die „sieben Herbergen“ (Bihari/Hindi Satgharva (सातघर) oder Urdu/Persisch Haft Khan bzw. haft chāne (هفت خانه)) genannt. Der Archaeological Survey of India (ASI) führt die Barabar-Höhlen auf seiner Vorschlagsliste des UNESCO-Weltkulturerbes.

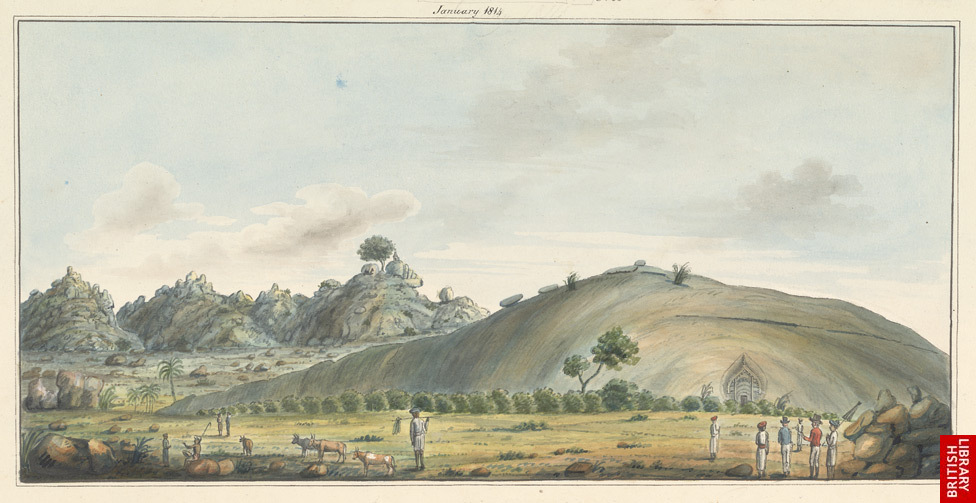
Landschaft bei den Barabar-Höhlen, aquarellierte Zeichnung (1814)

## Lage
Die Barabar-Höhlen liegen ca. 25 km Luftlinie (Fahrtstrecke ca. 31 km) nördlich von Gaya am Fuße des etwa 300 m hohen Bergs Siddheshwar, einem der nördlichsten Ausläufer des Vindhyagebirges im Übergang zur Gangesebene, auf dem sich ein Shiva-Tempel, diverse Felsreliefs und Spuren von Befestigungen befinden. Seit 1986 gehört das Gebiet zum neu geschaffenen Distrikt Jehanabad.
Ein lang gestreckter, knapp 200 m langer, beinahe schwarzer Granitbuckel birgt auf seiner Nordseite eine erste Höhle, Karan Chaupar, und westlich kurz daneben – in späterer Zeit in einen Ausläufer des Felsbuckels gehauen – zwei menschliche Figuren und ein Lingam. In der Südfront des Felsrückens liegen die Eingänge zu zwei weiteren Höhlen, Sudama und Lomas Rishi. Eine vierte Höhle, Visva Zopri, liegt ca. 800 m nordöstlich dieser drei Höhlen auf einer felsigen Anhöhe, die über eine Felstreppe („Ashoka Steps“) erreicht werden kann.

## Geschichte

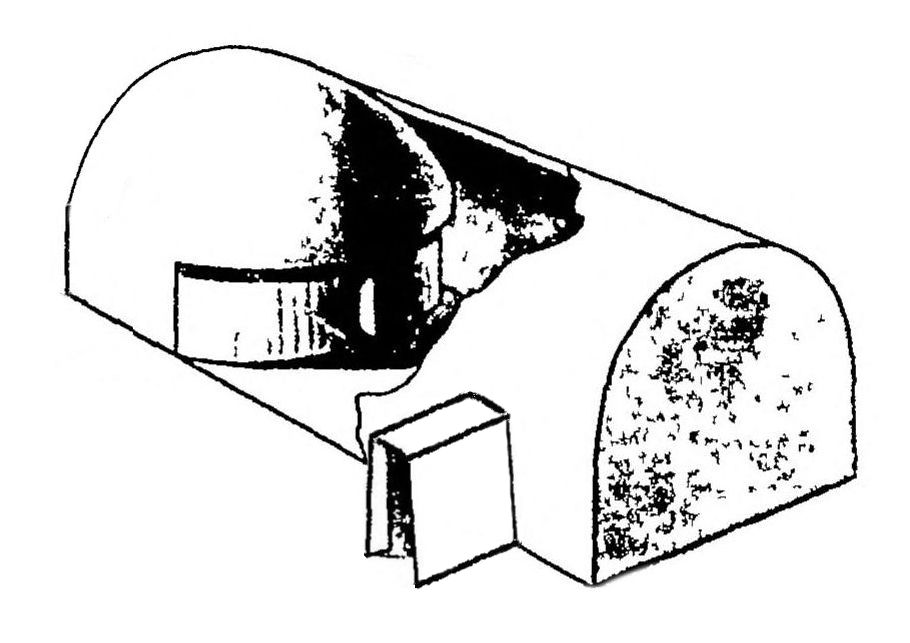
Skizze der Sudama-Höhle

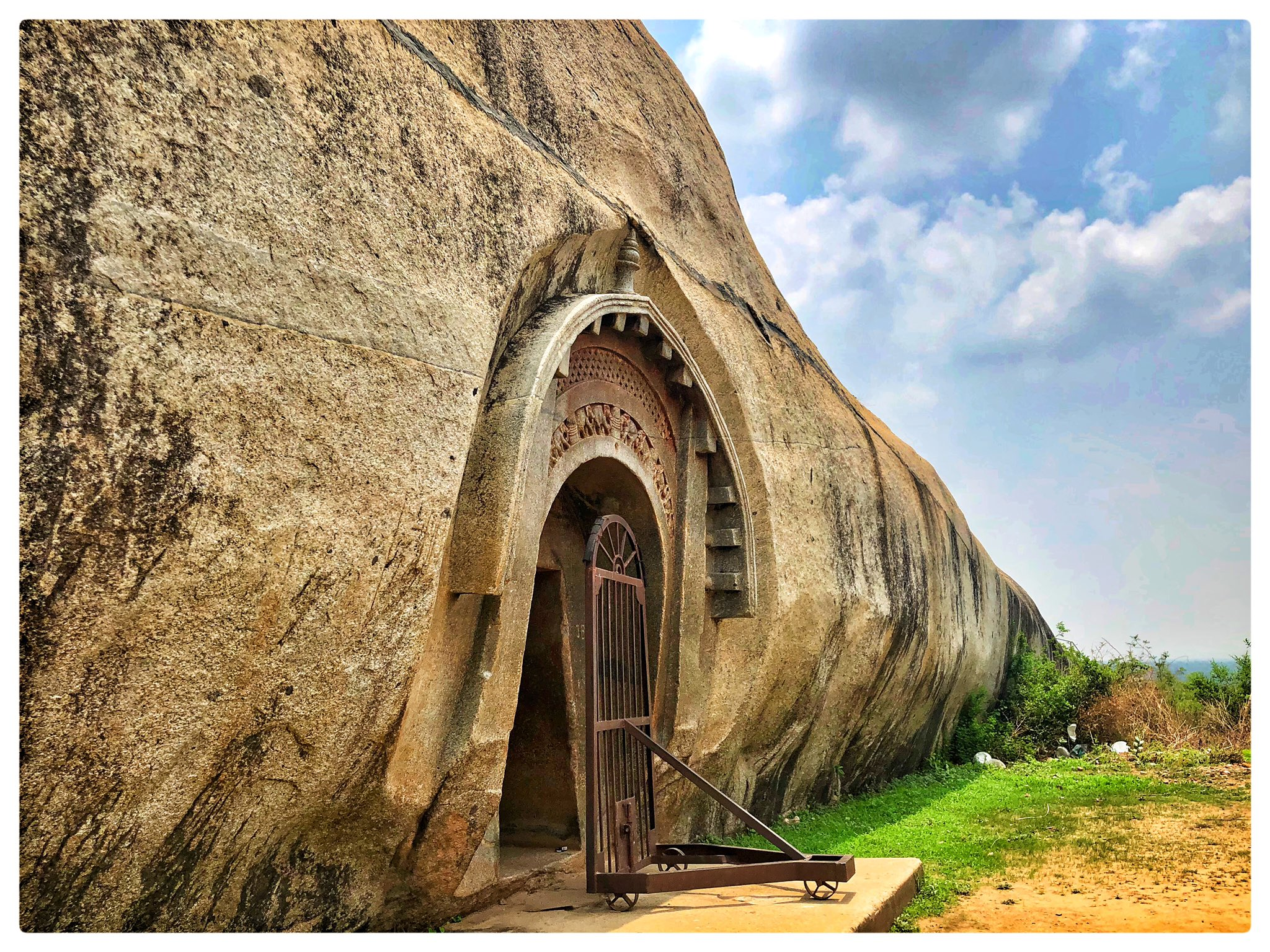
Granitfelsen mit Lomas-Rishi-Höhle

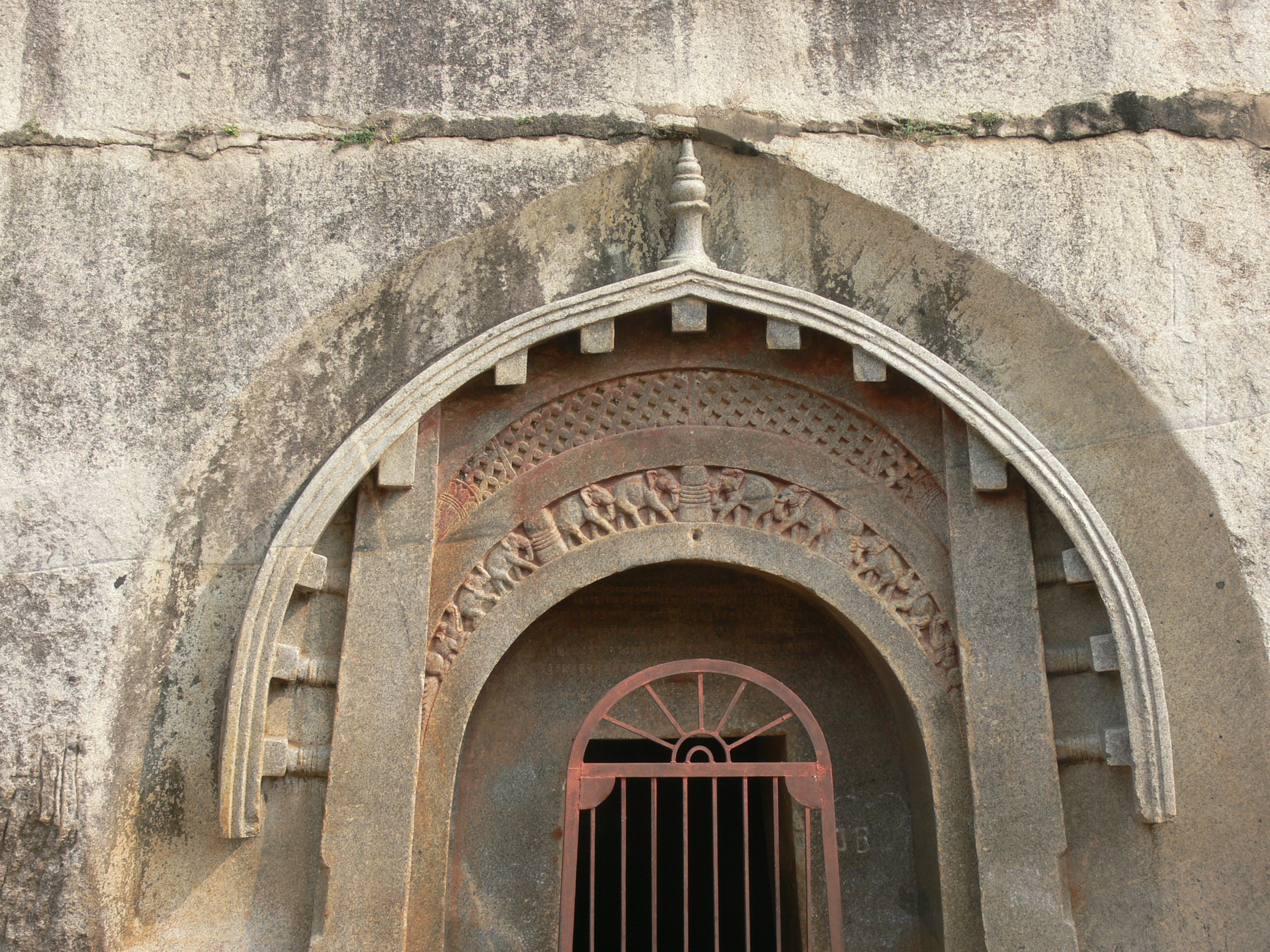
Portal der Lomas-Rishi-Höhle

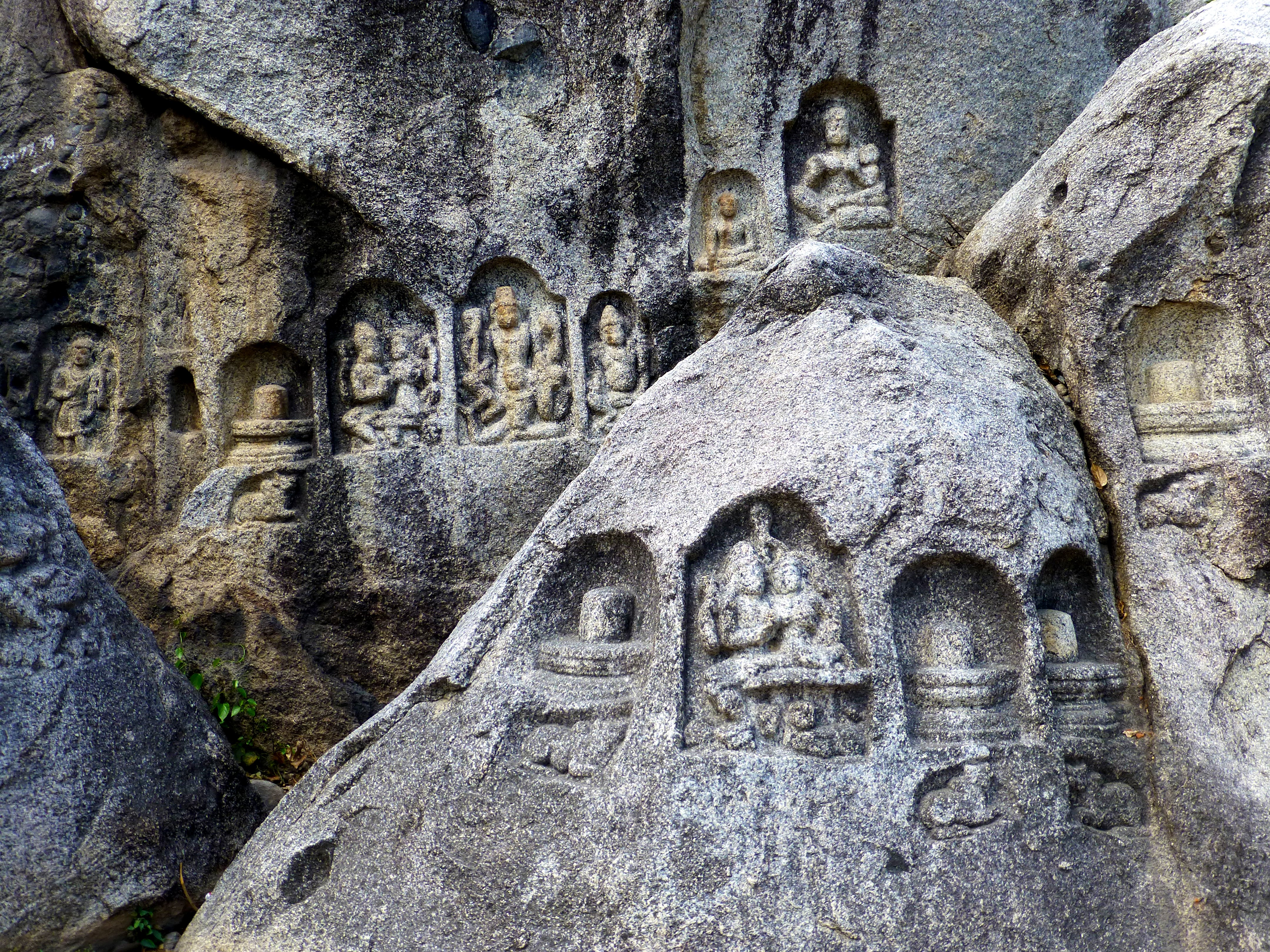
Hindu-Reliefs (Götter und Lingams)

Die Höhlen stammen wahrscheinlich aus der Zeit des Maurya-Herrschers Ashoka, also aus dem 3. Jahrhundert v. Chr. Eine Felsinschrift bezeichnet den Ort mit Gorathagiri – ein Ort, der im Mahabharata-Epos vorkommt. Laut der Inschrift in der Sudama-Höhle wurde diese im 12. Regierungsjahr Ashokas (reg. ca. 268–232 v. Chr.) für die asketische Gemeinschaft der Ajivika gegraben; eine Ausnahme bildet die wegen ihres reichen Portalschmucks möglicherweise buddhistische Lomas-Rishi-Höhle. Eine weitere Inschrift sowie mehrere hinduistische Felsreliefs und Stelen stammen aus der späten Gupta-Zeit (7./8. Jahrhundert) und später. Bereits zu Beginn des 19. Jahrhunderts wurden die Höhlen von Europäern wahrgenommen, doch erst durch den Besuch des Indologen Alexander Cunningham im Jahr 1868 und die anschließende Publizierung einer breiteren Öffentlichkeit bekannt gemacht.

## Beschreibung
Die in die natürlichen Granitfelsen geschlagenen Höhlen sind recht schlichte Kammern, die teilweise unvollendet geblieben sind. Eindrucksvoll sind die überaus sorgfältig glatt geschliffenen, glänzenden Natursteinoberflächen von Wänden und Decken. Nur der Eingang der Lomas-Rishi-Höhle ist mit kunstvollen Steinmetzarbeiten dekoriert.
- Die Kammer der Sudama-Höhle misst rund 10 × 6 m und ihr für Indien – abgesehen von den allesamt späteren buddhistischen Chaitya-Hallen – völlig unübliches Tonnengewölbe ist ca. 3,5 m hoch. Am westlichen Ende ist sie über einen türartigen Durchbruch mit einem runden Raum mit 6 m Durchmesser und Kuppeldecke verbunden. Sie enthält eine Widmungsinschrift in Brahmi aus dem 12. Regierungsjahr Ashokas.
- Die Grundfläche der Karan-Chaupar-Höhle misst rund 10 × 4 m. Das auch hier auftretende Tonnengewölbe im Innern ist an den Seiten ca. 2 und im Scheitel ca. 3,25 m hoch. Rechts vom Eingang befinden sich die Reste einer fünfzeiligen Inschrift aus dem 19. Jahr der Regentschaft Ashokas.
- Die möglicherweise buddhistische Lomas-Rishi-Höhle hat beinahe die gleichen Abmessungen und die Bauform wie die Sudama-Höhle. Ihr etwa 30 cm tief aus der senkrechten Felswand herausgearbeitetes Portal hat ein von einer kalasha-Vase bekröntes profiliertes Giebelvordach mit 13 Balkenenden und zwei Wandpfeilern, die wohl als Außenwände eines Gebäudes verstanden werden müssen; auf beiden Seiten werden die jeweils unteren drei Balkenköpfe mit kleinen Säulchen von den ‚Mauern‘ ferngehalten. Die Fläche zwischen dem Torbogen und dem Giebeldach zeigt ein halbrundes Reliefband, auf dem von beiden Seiten Elefanten zu einer Stupa im Scheitel des Bandes streben; zwei weitere Stupas bereichern die Szenerie. Aus den spitz zulaufenden unteren Enden des Bandes drängt je ein Makara hinter den Elefanten her. Ein oberhalb des ersten Bandes angeordnetes zweites Band zeigt regelmäßiges Gitterwerk (harmika oder vedika) und in seinen unteren spitz zulaufenden Enden je ein Blätterbüschel. Das Kreissegment zwischen dem Torbogen und dem waagrechten Sturz des eigentlichen Türdurchbruchs zur Höhlenkammer trägt zwei Inschriften aus der späteren Gupta-Zeit. Das Innere ist unvollendet, zeigt aber Ansätze einer Raumwölbung.
- Die sehr schlichte, nicht polierte Visva-Zapri-Höhle (auch Vishwajhopri) ist in die Südseite eines großen Felsbrockens gehauen. Sie besteht aus einer fast kubischen ersten Kammer, in deren Rückwand ein Durchgang in eine zweite kubische Kammer führt. Die Kantenlänge der Kuben beträgt etwas mehr als 2 m. Bemerkenswert ist eine mehrzeilige Brahmi-Inschrift.
- Die Gopika-Höhle ist die jüngste und mit ca. 14 × 6 m auch die größte der Barabar-Höhlen. Sie wurde um das Jahr 230 v. Chr. von Dasaratha, dem Enkel Ashokas gestiftet. Architektonisch bemerkenswert sind die apsidialen Rundungen der Schmalseiten.

## Kunstgeschichtliche Einordnung
Die aus dem natürlichen Fels herausgehauenen Höhlen von Barabar stellen den Ausgangspunkt einer typisch indischen Höhlen- und Tempel-Baukunst dar, die sich – in veränderter Form und z. T. erst Jahrhunderte später – weit in den asiatischen Raum hinein ausbreiten sollte.
Die runden Kammern in der Sudama- und der Lomas-Rishi-Höhlen erweisen sich, von den ihnen vorgelagerten Räumen aus betrachtet, als Nachempfindung traditioneller schilfgedeckter Rundhütten, die Asketen oder Kultbildern Schutz boten. Ähnlich ist am Eingangsportal der Lomas-Rishi-Höhle die typische Fels- und Steinbautradition des Umsetzens der vertrauten Holzbauweisen in Stein zu beobachten. Diese Formen sollten sich zu den kudu-Portalen oder zu (Blend)Fenstern (chandrasala)s weiterentwickeln.
Die kunstvoll polierten Oberflächen von Wänden und Decken weisen eine gemeinsame handwerkliche Tradition mit den an verschiedenen Orten in Indien gefundenen Ashoka-Säulen auf.

## Nagarjuna-Höhlen
Etwa 2 km weiter nördlich der Höhlen von Barabar liegen die drei Nagarjuna-Höhlen: Gopi (Milchmädchen), Vahiyaka und Vedathika. Ihre Inschriften belegen, dass sie von Dasaratha, dem Nachfolger Ashokas, ebenfalls den Ajivikas gestiftet wurden.

## Hindu-Felsreliefs
In späterer Zeit wurden zahlreiche hinduistische figürliche Götter- und Lingam-Reliefs in die umliegenden Felswände gehauen.

## Sonstiges
Der Schriftsteller E. M. Forster, der die Höhlen Anfang des 20. Jahrhunderts besucht hatte, machte sie als „Marabar-Höhlen“ in seinem Roman A Passage to India zu einem zentralen Ort der Handlung.